# Ostroveni
Ostroveni es una comuna ubicada en el distrito de Dolj, Rumania.

## Superficie
Posee una superficie de 81,93 kilómetros cuadrados.

## Demografía
Hasta 2021 la población era de 4451 habitantes, con una densidad de población de 54,33 habitantes por kilómetro cuadrado.